# Ialtris haetianus
Ialtris haetiana är en ormart som beskrevs av Cochran 1935. Ialtris haetiana ingår i släktet Ialtris och familjen snokar.
Arten förekommer med flera från varandra skilda populationer i södra delen av ön Hispaniola i Västindien. Den lever i kulliga områden och i bergstrakter mellan 190 och 1500 meter över havet. Individerna vistas i torra och klippiga landskap med glest fördelad växtlighet. De äter främst grodor av släktet Eleutherodactylus och deras ägg som kompletteras ibland med anolisar. Honor lägger ägg.
Landskapets omvandling till jordbruksmark och trädfällning för produktionen av träkol hotar beståndet. IUCN listar arten som sårbar (VU).

## Underarter
Arten delas in i följande underarter:
- I. h. haetiana
- I. h. perfector
- I. h. vaticinata